# (17281) Mattblythe
(17281) Mattblythe (2000 LV28) – planetoida z pasa głównego asteroid okrążająca Słońce w ciągu 4,52 lat w średniej odległości 2,73 j.a. Odkryta 6 czerwca 2000 roku.